# Metropolis 2000: Scenes from New York
Pour les articles homonymes, voir Metropolis.
Albums de Dream Theater
Metropolis Part 2: Scenes from a Memory
(1999) Live Scenes from New York
(2001)
Vidéos par Dream Theater
5 Years in a Livetime
(1998) Live at Budokan
(2004)
Metropolis 2000: Scenes from New York est un VHS/DVD du groupe américain Dream Theater, sorti en 2001. Il s'agit d'un concert filmé et enregistré le 30 août 2000 au Roseland Ballroom de New York. 
C'est le premier concert filmé avec le claviériste Jordan Rudess.
Le groupe interprète la totalité des morceaux présents sur l'album Metropolis Part 2: Scenes from a Memory
édité en 1999. Également présent la première version live et intégrale de A Change of Seasons.

## Contenu VHS
- Uniquement les titres en live de l'album studio Metropolis Part 2: Scenes from a Memory[3]

## Contenu DVD
- Les titres en live de l'album studio Metropolis Part 2: Scenes from a Memory
- Un documentaire sur les coulisses du concert
- Un reportage photo de la tournée Metropolis 2000 world tour
- En live: Erotomania, Voices, The Silent Man, Leaning To Live, A Change Of Seasons

## Liste des pistes
| No  | Titre                                                   | Durée |
| --- | ------------------------------------------------------- | ----- |
| 1.  | Opening Scene                                           | 03:04 |
| 2.  | Regression                                              | 01:30 |
| 3.  | Overture 1928                                           | 03:32 |
| 4.  | Strange Déjà Vu                                         | 05:02 |
| 5.  | Through My Words                                        | 01:44 |
| 6.  | Fatal Tragedy                                           | 06:22 |
| 7.  | Beyond This Life                                        | 11:20 |
| 8.  | John & Theresa Solo Spot                                | 03:22 |
| 9.  | Through Her Eyes                                        | 06:09 |
| 10. | Home                                                    | 13:19 |
| 11. | The Dance Of Eternity                                   | 06:15 |
| 12. | One Last Time                                           | 04:03 |
| 13. | The Spirit Carries On                                   | 07:39 |
| 14. | Finally Free                                            | 10:40 |
| 15. | Closing Scene                                           | 02:03 |
| 16. | Credits                                                 | 06:37 |
| 17. | Behind the Scene Documentary: The Crew                  | 05:07 |
| 18. | Behind the Scene Documentary: The Band                  | 02:21 |
| 19. | Behind the Scene Documentary: The Fans                  | 08:14 |
| 20. | Behind the Scene Documentary: The Rehearsals            | 03:55 |
| 21. | Behind the Scene Documentary: The Show                  | 05:36 |
| 22. | Scenes From A World Tour: Metropolis 2000 Photo Gallery | 08:51 |
| 23. | Erotomania                                              | 07:17 |
| 24. | Voices                                                  | 09:45 |
| 25. | The Silent Man                                          | 05:03 |
| 26. | Learning To Live                                        | 14:02 |
| 27. | A Change Of Seasons                                     | 25:34 |

## Interprètes
Dream Theater
- James LaBrie : chant
- John Petrucci : guitare et chant
- Jordan Rudess : clavier
- John Myung : basse
- Mike Portnoy : batterie et chant